# Депедри, Карл Львович
Карл Львович Депедри (1791—1857) — астраханский губернский архитектор (1822—1831).

## Биография
Родился в семье московского гласного и купца 3-й гильдии Льва (Луиджи, Луи) Петровича Депедри, который жил в 4-м квартале Мясницкой части, — в доме № 10 по Фуркасовскому переулку. В доме был магазин Е. Е. Бругера — «Дело фаянсовых и фарфоровых изделий фабрики Депедри», который принимал заказы на изготовление посуды с гербами, шифрами и вензелями. В семье было два сына, Карл и Павел (1797—1859), а также две дочери, Маргарита (Мария) и Екатерина.
По сведениям М. Б. Михайловой, образование он получил в Москве, в Канцелярии о Кремлёвском строении. С 1818 года Карл Депедри работал архитекторским помощником в Отдельном корпусе военных поселений; член Совета Главного управления путей сообщения Л. Л. Карбоньер писал о нём:

В бытность его при мне в 1817—1819 гг. отличал себя всегдашним своим усердием, прилежанием и безкорыстием.

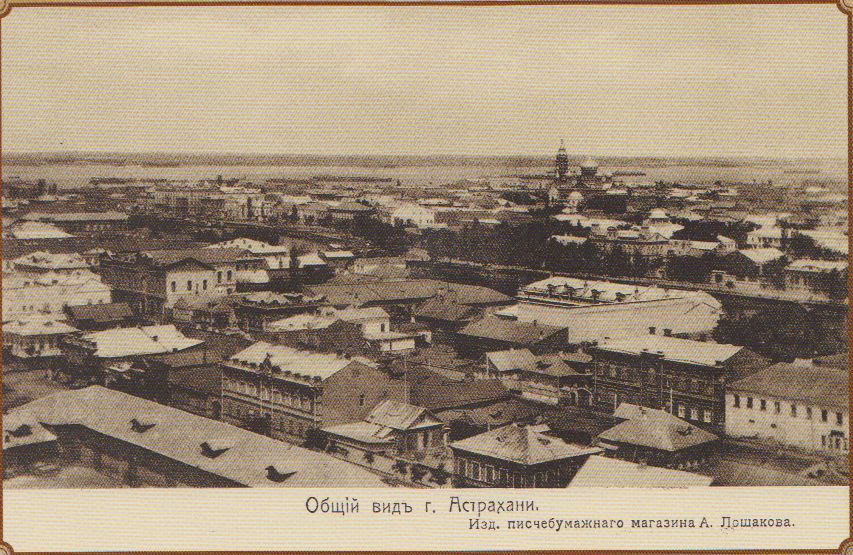
Вид Астрахани

За службу был награждён бриллиантовым перстнем.
На должность губернского архитектора Астрахани К. Депедри был определён 17 марта 1821 года, но находился в отпуске до утверждения в должности 31 января 1822 года. Первой работой его стала перестройка здания обветшавшего Русского гостиного двора на Екатерининской улице, продолжавшаяся до 1828 года. В 1823 году недалеко от кремля был сооружён, спроектированный Депедри, каменный тюремный замок. Депедри работал также над завершением архитектурного ансамбля зданий, формирующих Плац-Парадную площадь, который был, в основном, выполнен его предшественником, А. П. Дигби. Однако его планы по оформлению западной и южной сторон площади остались не осуществлёнными. В конце 1820-х — начале 1830-х годов было построено, украшенное шестиколонным портиком, здание Приказа общественного призрения на Паробичевом бугре.
С должности губернского архитектора Карл Депедри уволился 12 апреля 1831 года. Однако, через три года, с 5 апреля 1834 года, он вновь работает в Астрахани — городским архитектором. Продолжая благоустройство Астрахани он, тем не менее, сетовал:

Желание мое более стремится продолжать службу <…> в самом Петербурге, нежели где-нибудь в ином месте, и тогда только почел бы себя счастливым человеком, если бы мог быть извлечен из сей отдаленной страны.

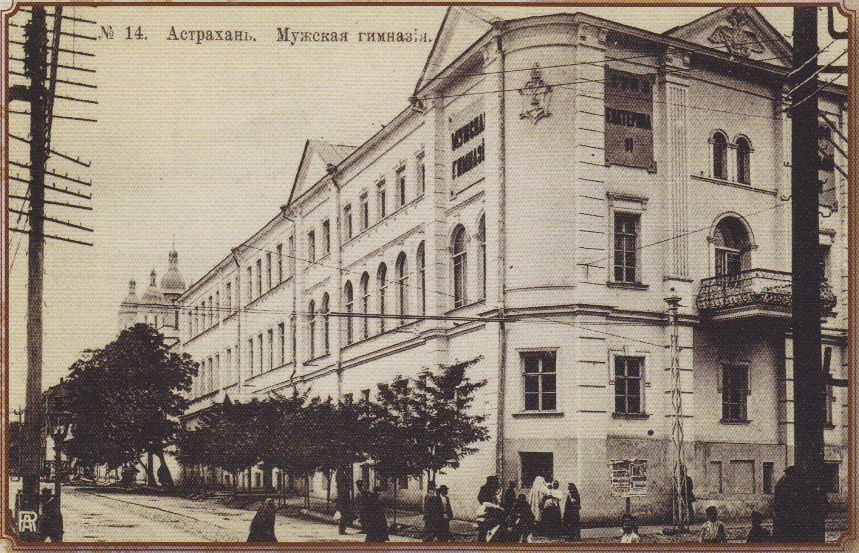
Астраханская мужская гимназия

В октябре 1836 года Депедри получил бриллиантовый перстень с изумрудами — «за исполнение должности», а через год стал архитектором Астраханской строительной комиссии. В конце 1840 года он был отмечен денежной премией «в вознаграждение за труды по надзору за постройками гимназии».
По проекту Депедри в начале 1840-х годов был выстроен также комплекс Центрального карантина на Бирючей косе.
Похоронен Карл Депедри был в Московской губернии — селе Богослово.